# Hemifusus ternatanus
Hemifusus ternatanus is een slakkensoort uit de familie van de Melongenidae. De wetenschappelijke naam van de soort is voor het eerst geldig gepubliceerd in 1791 door Gmelin.